# Túnel de Vrmac
El Túnel de Vrmac (en montenegrino: Тунел Врмац) es un túnel vehicular en el sur de Montenegro.
El túnel, que es 1.637 m de longitud, conecta la ciudad de Kotor con la autopista del Adriático y el resto de Montenegro. Pasa por debajo de Monte Vrmac, eliminando así el viaje a lo largo de la antigua carretera de curvas que pasa por encima de la montaña.
El túnel estaba a medio terminar en 1991, pero no se abrió al público cuando debía, por la falta de fondos para terminarlo. En 2004 se iniciaron los trabajos para terminar el túnel, y para su armonización con las normas europeas. Las obras de construcción, llevadas a cabo por la empresa austriaca Strabag, se terminaron a principios de 2007, y el túnel está ahora equipado con sistemas de iluminación, ventilación y seguridad.